# Loderham
Loderham ist ein Ortsteil des Marktes Triftern im niederbayerischen Landkreis Rottal-Inn. Die gleichnamige Gemeinde wurde 1961 in Anzenkirchen umbenannt und bestand bis 1978.

## Lage
Loderham liegt im Rottal am Altbach etwa drei Kilometer nordöstlich von Triftern.

## Geschichte
Der Ortsname erscheint erstmals auf einem Kaufvertrag von 1386 als Loterhaym. Es liegt mittelhochdeutsch loter (‚Schelm, Gaukler, Possenreißer‘) und -heim (‚Heimstatt des heiteren Mannes‘) zugrunde.
Loderham war im 14. und 15. Jahrhundert im Besitz der Schenken von Neudeck und Anzenkirchen. Ritter Georg Schenk von Loderham starb 1504, danach zog Herzog Albrecht V. dessen Lehen ein und verlieh sie 1506 an Wolfgang Rainer. Bis 1663 verblieb Loderham, das 1522 als Sitz und Hofmark bezeichnet wurde, in der Hand der Rainer und deren Erben. Dann erwarb der Passauische Hofpfennigmeister Joachim Weidinger den Sitz Loderham, der nach dessen Tod durch seine Tochter 1671 an Johann Jakob von Mayrau kam.
1723 wurde Loderham wegen Überschuldung eines Mayrau an die von Croneck verkauft. Im Stichjahr 1752 umfasste die Hofmark Loderham, die dem Pfleggericht Reichenberg untergeordnet war, 19 Ortschaften, darunter Anzenkirchen und Lengsham. Loderham selbst zählte zehn Anwesen.
Von 1821 bis zur Einziehung 1826 bestand die ehemalige Hofmark noch als Patrimonialgericht II. Klasse weiter. Dem Patrimonialgericht, das seinen Sitz in Pfarrkirchen hatte, unterstanden 87 Untertanen. 1828 wurde Loderham von Gläubigern erstanden und an Joseph Schmutzer veräußert.
Die anfangs patrimonialgerichtische Gemeinde Loderham umfasste 1840 nur die Orte Loderham, Mühldobl und Kölblöd. Am 19. November 1905 wurden ihr jedoch die Ortsfluren Anzenkirchen, Brunning, Figling, Geiselsbach, Hundshaupten, Lehndobl, Numberg, Thalham und einige Grundstücke der Ortsflur Frauenöd von der Gemeinde Lengsham zugeteilt. Laut Mitteilung des Staatsministeriums des Innern an die Regierung von Niederbayern wurde der Name der Gemeinde Loderham dann unterm 23. Oktober 1961 in Gemeinde Anzenkirchen geändert. Die Gemeinde Anzenkirchen kam im Zuge der Gebietsreform am 1. Mai 1978 zu Triftern. 1987 hatte Loderham 52 Einwohner.

## Sehenswürdigkeiten
- Schloss Loderham. Das ehemalige Hofmarkschloss, ein Walmdachbau mit Architekturgliederung, wurde 1726/1727 erbaut.